# Nans Peters
Nans Peters (Grenoble, 12 marzo 1994) è un ciclista su strada francese che corre per la Decathlon AG2R La Mondiale Team. Professionista dal 2017, ha vinto una tappa al Giro d'Italia 2019 e una al Tour de France 2020.

## Palmarès
- 2012 (Juniores)

Classifica generale Tour du Valromey
3ª tappa Ronde des Vallées (Hémonstoir > Hémonstoir)
- 2013 (Chambéry CF)

3ª tappa Tour de Beaujolais
- 2014 (Chambéry CF)

Prix de Coligny
- 2019 (AG2R La Mondiale, una vittoria)

17ª tappa Giro d'Italia (Commezzadura > Anterselva)
- 2020 (AG2R La Mondiale, una vittoria)

8ª tappa Tour de France (Cazères-Sur-Garonne > Loudenvielle)
- 2023 (AG2R Citroën Team, una vittoria)

Trofeo Laigueglia

### Altri successi
- 2012 (Juniores)

Classifica scalatori Ronde des Vallées
- 2020 (AG2R La Mondiale)

Critérium de Grand Dole

## Piazzamenti

### Grandi Giri
- Giro d'Italia

2019: 61º
2022: 58º
- Tour de France

2020: 65º
2021: ritirato (9ª tappa)
2023: 73º
- Vuelta a España

2018: 72º
2020: 36º
2022: 60º

### Classiche monumento
- Milano-Sanremo

2019: 129º
- Liegi-Bastogne-Liegi

2025: 74º
- Giro di Lombardia

2018: ritirato

### Competizioni mondiali
- Campionati del mondo su strada

Doha 2016 - In linea Under-23: 89º
Imola 2020 - In linea Elite: ritirato

### Competizioni europee
- Campionati europei

Plumelec 2016 - In linea Under-23: 50º